# Siegfried Selberherr
Siegfried Selberherr (* 3. srpna 1955 Klosterneuburg) je rakouský vědec v oboru mikroelektroniky. V současné době je profesorem Ústavu mikroelektroniky na Technické univerzitě ve Vídni (TU Wien). Jeho primárním výzkumným zájmem je modelování a simulace fyzikálních jevů v oboru mikroelektroniky.

## Životopis
Siegfried Selberherr vystudoval elektrotechniku na Technické univerzitě ve Vídni, kde v roce 1978 získal inženýrský titul, v roce 1981 doktorát v oboru technických věd, a kde mu v roce 1984 byl přidělen titul docenta. Po své habilitaci byl nějakou dobu hostujícím výzkumníkem v Bellových laboratořích. Od roku 1988 je Siegfried Selberherr profesorem softwarových technologií v oboru mikroelektronických systémů na Technické univerzitě ve Vídni.
Mezi lety 1996 a 2020 byl prof. Selberherr uznávaným lektorem společnosti IEEE Electron Devices Society. Po mnoho let byl prof. Selberherr vedoucím Ústavu mikroelektroniky na Technické univerzitě ve Vídni (nyní[kdy?] tento ústav vede jeho mladší kolega Tibor Grasser). V letech 1998–2005 působil jako děkan Fakulty elektrotechniky a informačních technologií. Mezi lety 2001 a 2018 byl prof. Selberherr členem dozorčí rady společnosti ams AG a od roku 2018 působí jako její vědecký poradce. Od roku 2004 je také členem poradní rady Interuniverzitního oddělení agrobiotechnologie (IFA-Tulln).

## Úspěchy
Ve své vědecké kariéře prof. Selberherr a jeho výzkumný tým doposud publikovali více než 400 příspěvků ve vědeckých časopisech a více než 1200 konferenčních příspěvků, z nichž více než 250 proběhlo na pozvané přednášce. Kromě toho vydal 3 knihy, redigoval více než 40 svazků a doposud mentoroval více než 100 disertačních prací.
Ve své výzkumné práci prof. Selberherr vyvinul simulátor pro „Metal-Oxide-Semiconductor“ zařízení (MINIMOS), ve kterém je implementován model mobility pro nosiče náboje, po něm pojmenovaný. Kromě toho dohlížel na řadu výzkumných projektů ve spolupráci se známými polovodičovými společnostmi a finančními agenturami, jako je Rakouský vědecký fond (FWF), Christian Doppler Research Association (CDG) a Evropská rada pro výzkum (ERC).

## Ocenění
(Výběr)
- 2021: „Fellow“ Asijsko-pacifické asociace pro umělou inteligenci, AAIA[4]
- 2021: „Life Fellow“ z Institute of Electrical and Electronics Engineers, IEEE
- 2018: Cena IEEE Cledo Brunetti Award
- 2015: Medaile „Franze Dinghofera“ Dinghoferova institutu
- 2014: Marin Drinov čestné vyznamenání na stuze Bulharské akademie věd [5]
- 2013: Řádný člen Academia Europaea
- 2011: Stříbrný velitelský kříž Řádu za zásluhy za spolkovou zemi Dolní Rakousko
- 2009: „Advanced Grant“ od ERC [6]
- 2006: Čestný doktorát Nišské univerzity
- 2005: „Velké vyznamenání za zásluhy" o Rakouskou republiku [7]
- 2004: Řádný člen Evropské akademie věd a umění
- 2001: Cena „Erwina Schrödingera “ Rakouské akademie věd, ÖAW
- 1994: Medaile „Wilhelma Exnera “ Rakouského sdružení pro malé a střední podniky, ÖGV. [8] [9]
- 1993: Spolupracovník Institute of Electrical and Electronics Engineers, IEEE
- 1986: Cena „Heinz Zemanek“ Rakouské počítačové společnosti, ÖCG [10]
- 1983: Cena „Dr. Ernsta Fehrera" TU Wien

## Důležité publikace

### Vědecké časopisy
- L. Filipovic, S. Selberherr. Thermo-Electro-Mechanical Simulation of Semiconductor Metal Oxide Gas Sensors., Materials, Vol.12, No.15 pp. 2410-1–2410-37, 2019, doi:10.3390/ma12152410.
- V. Sverdlov, S. Selberherr. Silicon Spintronics: Progress and Challenges., Physics Reports, Vol.585, pp. 1–40, 2015, doi:10.1016/j.physrep.2015.05.002.
- H. Ceric, S. Selberherr. Electromigration in Submicron Interconnect Features of Integrated Circuits., Materials Science and Engineering R, Vol.71, pp. 53–86, 2011, doi:10.1016/j.mser.2010.09.001.
- V. Sverdlov, E. Ungersboeck, H. Kosina, S. Selberherr. Current Transport Models for Nanoscale Semiconductor Devices., Materials Science and Engineering R, Vol.58, No.6-7, pp. 228–270, 2008, doi:10.1016/j.mser.2007.11.001.
- T. Grasser, T.-W. Tang, H. Kosina, S. Selberherr. A Review of Hydrodynamic and Energy-Transport Models for Semiconductor Device Simulation., Proceedings of the IEEE, Vol.91, No.2, pp. 251–274, 2003, doi:10.1109/JPROC.2002.808150.
- S. Selberherr, A. Schütz, H. Pötzl. MINIMOS – A Two-Dimensional MOS Transistor Analyzer., IEEE Trans.Electron Devices, Vol.ED-27, No.8, pp. 1540–1550, 1980, doi:10.1109/T-ED.1980.20068.

### Knihy
- M. Nedjalkov, I. Dimov, S. Selberherr. Stochastic Approaches to Electron Transport in Micro- and Nanostructures, Birkhäuser, Basel, ISBN 978-3-030-67916-3, 214 stran, 2021, doi:10.1007/978-3-030-67917-0.
- R. Klima, S. Selberherr. Programmieren in C, 3. Auflage, Springer-Verlag, Wien-New York, ISBN 978-3-7091-0392-0, 366 stran, 2010, doi:10.1007/978-3-7091-0393-7.
- J.W. Swart, S. Selberherr, A.A. Susin, J.A. Diniz, N. Morimoto. (Eds.) Microelectronics Technology and Devices, The Electrochemical Society, ISBN 978-1-56677-646-2, 661 stran, 2008.
- T. Grasser, S. Selberherr. (Eds.) Simulation of Semiconductor Processes and Devices, Springer-Verlag, Wien-New York, ISBN 978-3-211-72860-4, 460 stran, 2007, doi:10.1007/978-3-211-72861-1.
- F. Fasching, S. Halama, S. Selberherr. (Eds.) Technology CAD Systems, Springer-Verlag, Wien-New York, ISBN 978-3-7091-9317-4, 309 stran, 1993, doi:10.1007/978-3-7091-9315-0.
- S. Selberherr. Analysis and Simulation of Semiconductor Devices, Springer-Verlag, Wien-New York, ISBN 978-3-7091-8754-8, 294 stran, 1984, doi:10.1007/978-3-7091-8752-4.